# Hebert Conceição
Hebert Wilian Carvalho da Conceição Sousa (* 28. Februar 1998 in Salvador) ist ein brasilianischer Boxer im Mittelgewicht. Er ist rund 1,87 m groß und wird von Luiz Dórea trainiert.

## Amateurkarriere
Hebert Conceição wurde 2017, 2018 und 2020 Brasilianischer Meister, erreichte das Viertelfinale bei den Panamerikameisterschaften 2017 und gewann eine Bronzemedaille bei den Südamerikaspielen 2018.
Bei den Panamerikaspielen 2019 unterlag er erst im Finalkampf gegen den Weltmeister und Olympiasieger Arlen López und qualifizierte sich damit auch für die Weltmeisterschaften 2019 in Jekaterinburg. Dort schied er erst im Halbfinale gegen den späteren Weltmeister Gleb Bakschi aus und gewann damit eine Bronzemedaille.
Bei den 2021 in Tokio ausgetragenen Olympischen Spielen gewann er die Goldmedaille, nachdem er sich gegen Tuohetaerbieke Tanglatihan, Äbilchan Amanqul, Gleb Bakschi und Oleksandr Chyschnjak durchgesetzt hatte.

## Profikarriere
Conceição gewann sein Profidebüt im August 2022 und wurde im Juni 2024 mit einem Sieg gegen Esquiva Falcão Brasilianischer Meister im Mittelgewicht.